# Medgidia
Medgidia (turcă: Mecidiye sau Megidie, în trecut Karasu sau Carasu,) este un municipiu în județul Constanța, Dobrogea, România, format din localitățile componente Medgidia (reședința), Remus Opreanu și Valea Dacilor. Este situat în centrul Podișului Dobrogei de Sud (Podișul Medgidiei).

## Istorie
Înainte de 1850, localitatea era un cunoscut târg de cereale în Dobrogea otomană. În această perioadă localitatea s-a bucurat de atenția sultanului Abdul Medgid, de la care și-a luat și orașul denumirea, și care a înzestrat-o atunci cu câteva edificii precum moscheea mare și baia turcească. A trecut sub control românesc în 1878, în urma Congresului de la Berlin.

### Primari
- 1898-1899: Ioan N. Roman
- 1968-1979: Iftimie Ilisei, PCR
- 1979-1981: Alexandru Gheorge
- 1982-1983: Aurel Seceleanu
- 1984-1988: Gheorghe Călin
- 1989-1990: Dumitru Mardare
- 1992-2004: Mircea Pintilie FSN - PD - PSD
- 2004-2008: Dumitru Moinescu, PD
- 2008-2016: Marian Iordache, PNL, reales 2012
- 2016: Valentin Vrabie candidat ca independent, ulterior ALDE.

## Guvernare locală
În urma alegerilor locale din 2008 componența Consiliului Local Medgidia este următoarea: 10 PNL, 4 PD-L, 4 PSD, 1 Uniunea Democrată a Tătarilor Turco Musulmani din România.

## Obiective turistice

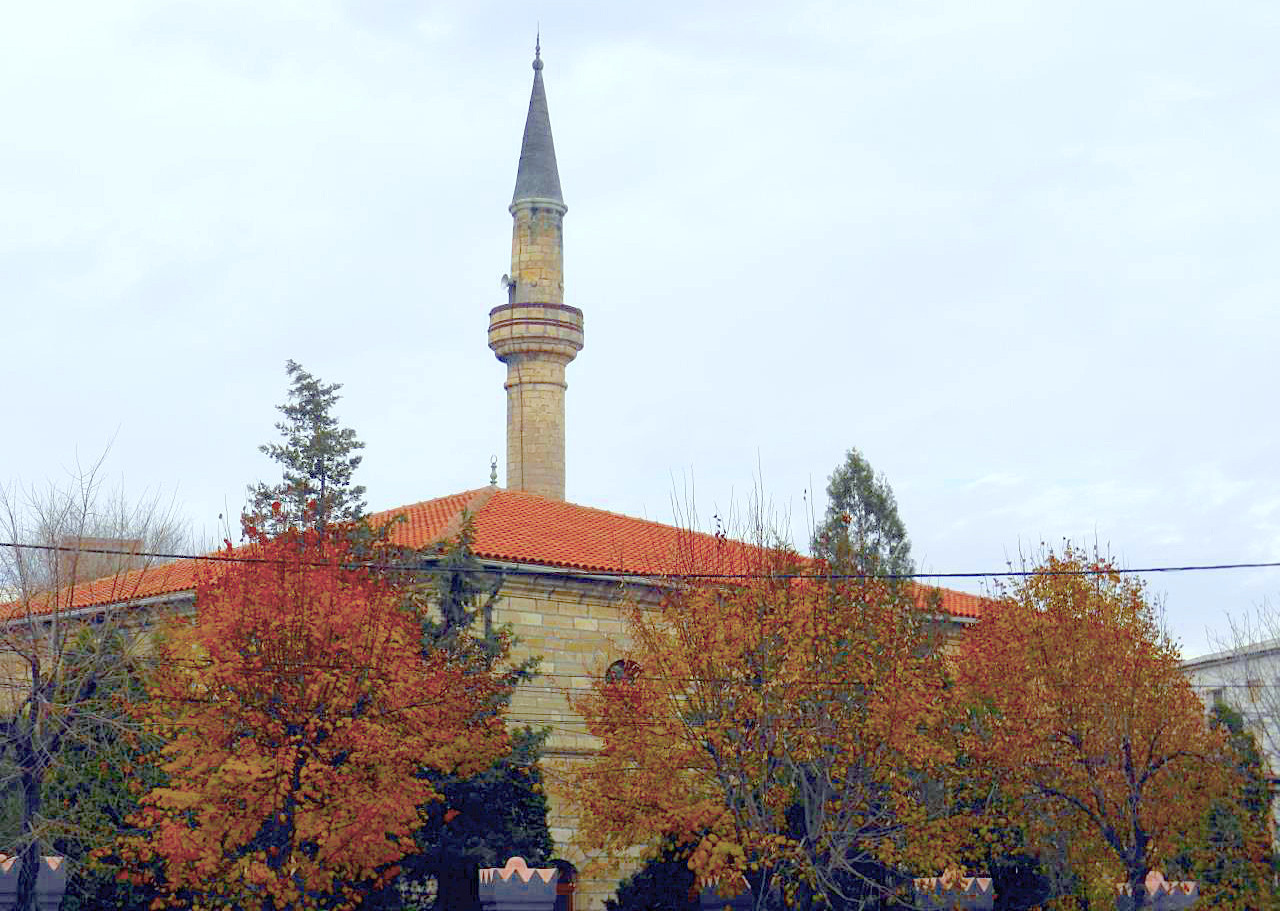
Moscheea "Abdul Medgid"

- Geamia "Abdul Medgid" (Moscheea Mare).
- Muzeul de artă Lucian Grigorescu.
- Biserica Ortodoxă „Sfinții Împărați Constantin și Elena”
- Biserica Ortodoxă „Sf. Petru și Pavel”.
- Mausoleul eroilor sârbi, croați și sloveni. Mausoleul, în formă de piramidă, a fost ridicat în anul 1926, de către statul iugoslav, pentru a adăposti osemintele a 224 militari sârbi, croați și sloveni, morți în Primul Război Mondial pe teritoriu dobrogean. Pe partea din față a piramidei-osuar este fixată stema fostului stat iugoslav, sub care este plasată o inscripție în limba sârbă. Mai jos se găsește o plachetă de marmură pe care este fixată o cunună de lauri din bronz. La monument se ajunge pe o scară din beton, iar împrejmuirea acestuia este realizată cu stâlpi din piatră, legați cu lanțuri.
- Monumentul eroilor patriei
- Complex Sportiv "Iftimie Ilisei"
- Faleza Canalului Dunăre-Marea Neagră
- Stadionul Municipal "Iftimie Ilisei", (al doilea ca mărime după Arena Națională)

## Demografie
Componența etnică a municipiului Medgidia
     Români (67,81%)
     Tătari (7,84%)
     Turci (5,52%)
     Romi (2%)
     Alte etnii (0,86%)
     Necunoscută (15,98%)
Componența confesională a municipiului Medgidia
     Ortodocși (67,47%)
     Musulmani (14,59%)
     Alte religii (1,18%)
     Necunoscută (16,76%)
Conform recensământului efectuat în 2021, populația municipiului Medgidia se ridică la 34.612 locuitori, în scădere față de recensământul anterior din 2011, când fuseseră înregistrați 39.780 de locuitori. Majoritatea locuitorilor sunt români (67,81%), cu minorități de tătari (7,84%), turci (5,52%) și romi (2%), iar pentru 15,98% nu se cunoaște apartenența etnică. Din punct de vedere confesional, majoritatea locuitorilor sunt ortodocși (67,47%), cu o minoritate de musulmani (14,59%), iar pentru 16,76% nu se cunoaște apartenența confesională.
010.00020.00030.00040.00050.00019121948196619922011populațiePopulația istorică din Medgidia
Date: Recensăminte sau birourile de statistică - grafică realizată de Wikipedia

## Politică și administrație
Municipiul Medgidia este administrat de un primar și un consiliu local compus din 19 consilieri. Primarul, Valentin Vrabie, de la Partidul Național Liberal, este în funcție din 2016. Începând cu alegerile locale din 2024, consiliul local are următoarea componență pe partide politice:
|  | Partid                          | Consilieri | Componența Consiliului | Componența Consiliului | Componența Consiliului | Componența Consiliului | Componența Consiliului | Componența Consiliului | Componența Consiliului | Componența Consiliului | Componența Consiliului | Componența Consiliului | Componența Consiliului |
|  | ------------------------------- | ---------- | ---------------------- | ---------------------- | ---------------------- | ---------------------- | ---------------------- | ---------------------- | ---------------------- | ---------------------- | ---------------------- | ---------------------- | ---------------------- |
|  | Partidul Național Liberal       | 11         |                        |                        |                        |                        |                        |                        |                        |                        |                        |                        |                        |
|  | Partidul Social Democrat        | 5          |                        |                        |                        |                        |                        |                        |                        |                        |                        |                        |                        |
|  | Alianța pentru Unirea Românilor | 2          |                        |                        |                        |                        |                        |                        |                        |                        |                        |                        |                        |
|  | Partidul S.O.S. România         | 1          |                        |                        |                        |                        |                        |                        |                        |                        |                        |                        |                        |

## Personalități
- Lucian Grigorescu (1894-1965), pictor postimpresionist, membru corespondent al Academiei Române;
- Theodor Economu (1911 - 1964), medic;
- Corneliu Leu (1932–2015), scriitor, dramaturg, regizor de film român și fondatorul mai multor organizații social-culturale;
- Dan Spătaru (1939-2004), interpret de muzică ușoară;
- Cruceru Mircea (1943-2010), antrenor de handbal;
- Marian Lazăr (n. 1952), pugilist;
- Cristian Teodorescu (1954), scriitor;
- Gemil Tahsin, istoric român, ambasador;
- Adrian Ilie (n. 1972), profesor, publicist, istoric al Dobrogei și al Medgidiei;
- Titus Corlățean (n. 1968), om politic român, ministru de externe;
- Virgil Coman (1973-2016), istoric, scriitor și profesor;
- Tiberiu Curt (n. 1975), fotbalist;
- Murat Iusuf (n. 1977), muftiu al cultului musulman din România;
- Florin Decuseară (1978 - 2024), cântăreț de muzică ușoară
- Elena Vlădăreanu (n. 1981), poet contemporan;
- Ana Claudia Grigore (n. 1989), cântăreață;
- Mihaela Albu (n. 1994), voleibalistă;
- Alexandru Cicâldău (n. 1997), fotbalist.

## Cultură

### Muzeul de Artă „Lucian Grigorescu”
Muzeul a fost deschis în anul 1964. În colecția sa există mai multe lucrări ale unor artiști dobrogeni. În anul 2009, a fost închis pentru lucrări de reabilitare și a rămas în acest stadiu din lipsă de fonduri.

### Revista „Metamorfoze”
Revistă de spiritualitate și atitudine civică, apare din anul 1990, coordonată de Prof. Dr. Constantin Miu. Începând cu anul 2006, organizează concursul de creație literară „Aripi de dor”, la care pot participa elevi și studenți.

## Sport
Echipa de handbal masculin, desființată, a fost una din cele mai bune din România
, participând în cupele europene.
Pe de altă parte, clubul de fotbal CSM Medgidia, care își desfășoară meciurile de acasă pe Stadionul Iftimie Ilisei, reprezintă orașul în competițiile naționale. Arena echipei are o capacitate de 32.700 de locuri, fiind al treilea stadion din România ca mărime, după Arena Națională din București.